# 울주 대대리 고분
울주 대대리 고분(蔚州 大垈里 古墳)은 울산광역시 울주군 웅촌면에 있는 고분이다. 1998년 10월 19일 울산광역시의 기념물 제20호로 지정되었다.

## 특징
대대리 고분은 울산에서 부산으로 가는 7번 국도변에 단독으로 위치하고 있으며, 주변에서 확인된 삼국시대의 무덤이 산등성이에 위치하는 것과 달리 평지에 위치하고 있다. 정식 발굴조사가 이루어지지 않아 유구의 정확한 내부 구조 등은 알 수 없지만 봉분의 높이 등으로 보아 6세기경에 만들어진 돌방무덤[石室墓]으로 추정된다.
이 고분은 하대고분군에서 이어지는 구릉 끝자락에 위치하며, 하대고분군은 구릉정상부에서 마을아래까지 연속적으로 무덤이 조성되어 있다. 발굴조사를 통해 확인한 결과 정상부 쪽에는 삼한시대 수장급의 무덤이, 대대리 고분 인접 도로 건너편 마을에는 비교적 소형 무덤이 조성되어 있는 것을 알 수 있다. 무덤의 형태는 삼국시대의 덧널무덤[土壙木槨墓], 구덩식돌덧널무덤[竪穴式石槨墓], 독무덤[甕棺墓] 등이 확인되었다. 여기에서는 여러 종류의 토기와 철기, 유리구슬, 청동제기 등의 유물이 출토되었다.
하대고분군은 『삼국사기』에 기록된 우시산국(于尸山國) 관련이 있는 유적으로 추정된다. 이곳에서 출토된 고사리문[蕨手文]장식이 부착된 다양한 의기성 철기와 두 귀와 세 발 달린 청동솥[鼎]은 우시산국과의 연결성을 높여주는 유물로 판단된다. 이 대대리 고분은 고대 울산지역에 있던 우시산국의 존재를 밝히고, 당시 사회와 문화를 규명할 수 있는 중요한 자료로 평가되고 있다.

## 참고 자료
- 울주 대대리 고분 - 국가유산청 국가유산포털